# Carr Crest
Der Carr Crest ist ein 1200 m hoher Berg in der antarktischen Ross Dependency. Er ragt am nördlichen Ende der Churchill Mountains 12 km ostsüdöstlich des Roberts Pike auf der Ostseite der Couzens Bay an der Shackleton-Küste auf.
Das Advisory Committee on Antarctic Names benannte ihn 2003 nach dem Neuseeländer Roderick Carr (1891–1971), Teilnehmer an der Quest-Expedition (1921–1922) unter der Leitung des britischen Polarforschers Ernest Shackleton und seines Nachfolgers Frank Wild.